# Fiat 600 (2023)
Fiat 600 – samochód osobowy typu crossover klasy subkompaktowej produkowany pod włoską marką Fiat od 2023 roku.

## Historia i opis modelu

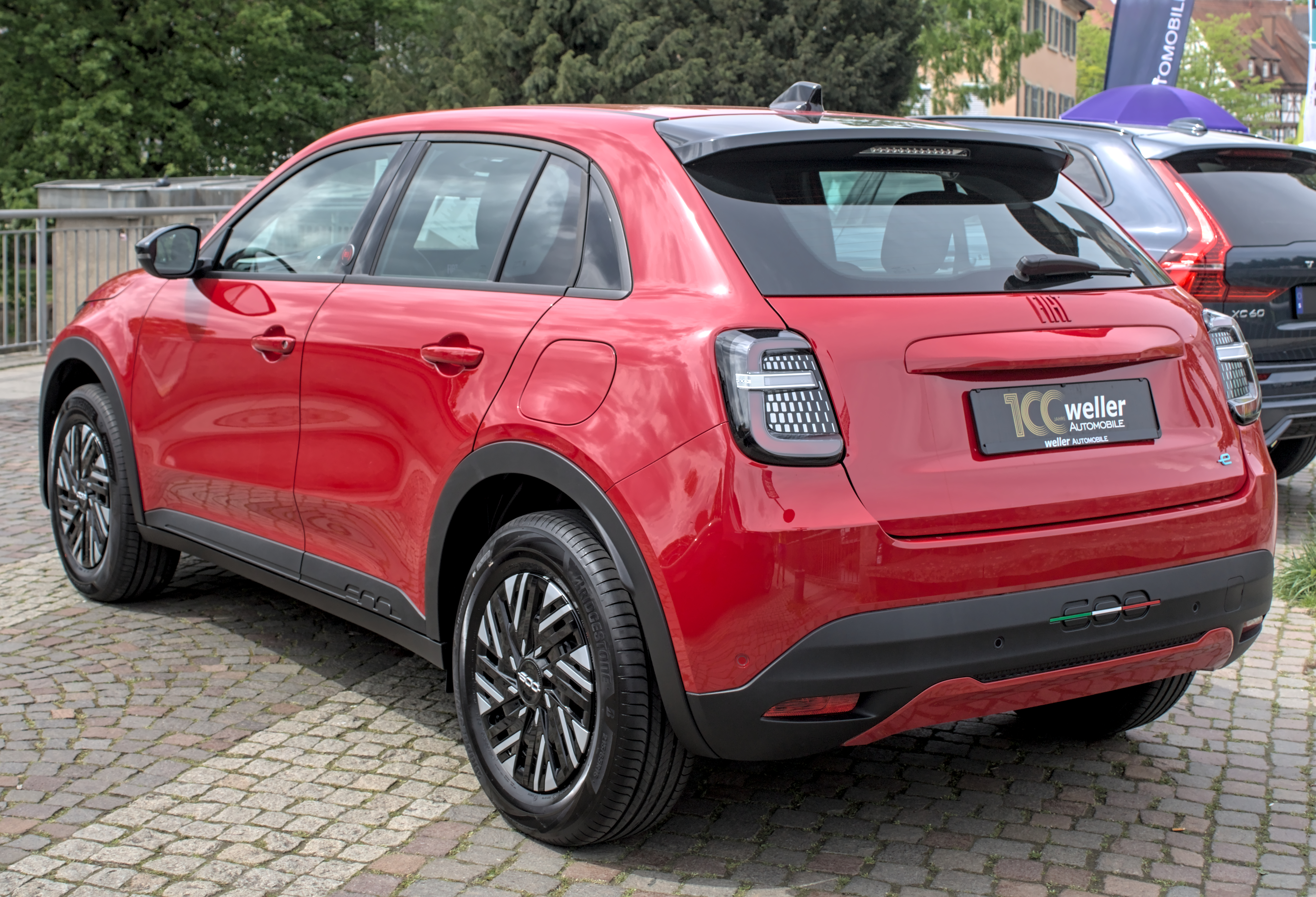
Fiat 600e - tył

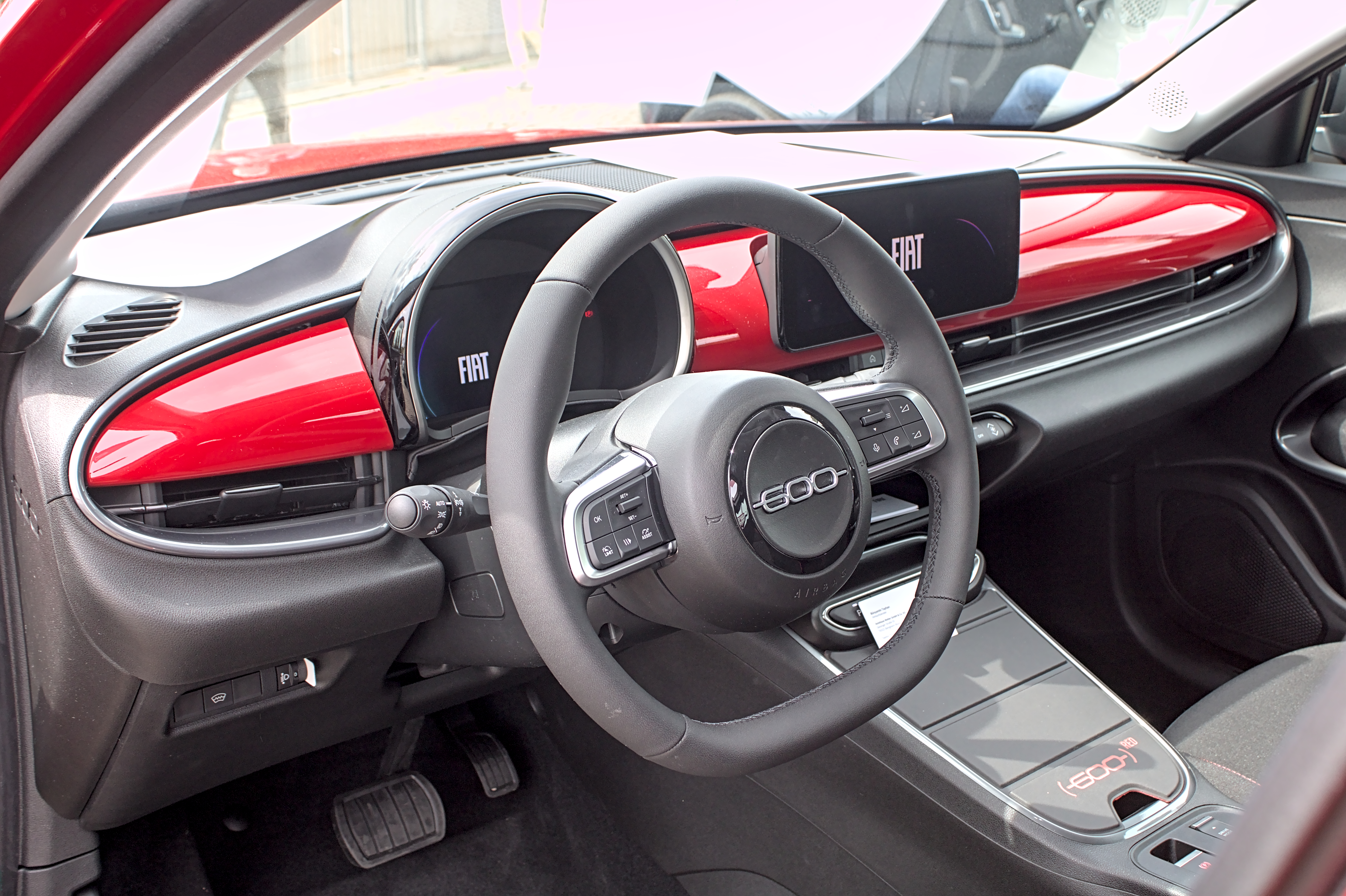
Fiat 600e - kokpit

Jesienią 2022 koncern Stellantis potwierdził plany modernizacji i rozbudowy gamy Fiata poczynając od nowego, niewielkiego crossovera przywracającego do użytku stosowaną już dwukrotnie nazwę "600". W kwietniu 2023 rozpoczęto testy zamaskowanych, przedprodukcyjnych egzemplarzy, a już miesiąc później - pozbawionych maskowania, gotowych samochodów. Premiera nowego Fiata 600 miała miejsce ostatecznie w lipcu 2023, będąc kolejnym subkompaktowym crossoverem opartym na modułowej platformie CMP pierwotnie opracowanej jeszcze przez dawny koncern PSA sprzed fuzji i zaadaptowanej po powstaniu Stellantis także na rzecz marek dawnego FCA.
Samochód uzupełnił lukę po wycofanym 5 lat wcześniej Punto, a także zastąpił w gamie Fiata model 500X, podobnie jak poprzednik zostając w obszernym zakresie upodobnionym do miejskiego modelu 500. Obła stylizacja została zdominowana przez reflektory tworzone przez połówki okręgów z kreskami zachodzącymi na błotniki oraz obejmujące je u góry łuki tworzące oświetlenie LED. Tylne lampy utworzyły kanciaste klosze, a samo nadwozie zostało wydłużone o 17 mm od najbliższej spokrewionego z 600 Jeepa Avengera.
Kabina pasażerska została zdominowana przez dwubarwny kokpit, który od góry pokrył lakierowany panel w kolorze nadwozia. Wysoko poprowadzony tunel oraz konsolę centralną przejęto z Jeepa Avengera, z centralnym ekranem dotykowym systemu multimedialnego o przekątnej 10,25 cala. Przed kierowcą znalazł się mniejszy, 7-calowy ekran cyfrowych wskaźników z charakterystyczną, okrągłą obudową, a koło kierownicy zyskało dwa ramiona.

### 600e
Podobnie jak debiutujący rok wcześniej Jeep Avenger, w pierwszej kolejności zaprezentowano odmianę w pełni elektryczną pod nazwą Fiat 600e. Samochód pod kątem wizualnym odróżnił się jedynie przeprojektowanym tunelem środkowym wewnątrz, gdzie w miejscu dźwigni zmiany biegów znalazł się duży schowek pod składaną klapką. Układ napędowy utworzył silnik elektryczny o mocy 156 KM, który umożliwił osiągnięcie 100 km/h w 9 sekund. Bateria o pojemności 54 kWh umożliwiła na uzyskanie średniego zasięgu wynoszącego maksymalnie 400 kilometrów według normy pomiarowej WLTP.

### Sprzedaż
Fiat 600 został zbudowany z myślą o rynku europejskim, z produkcją ulokowaną wyłącznie w polskich zakładach FCA Poland w Tychach. Ta rozpoczęła się na początku września 2023, pierwsze dostawy do nabywców rozpoczynając w grudniu tego samego roku. W marcu 2024 gamę wzbogaciła tańsza odmiana hybrydowa z ceną 108 tysięcy złotych za podstawowy wariant.

### Dane techniczne
Podstawowa, hybrydowa odmiana Fiata 600 ze spalinową jednostką połączyła trzycylindrowy, 1,2-litrowy silnik benzynowy o mocy 100 KM, który wzbogacono 29-konnym silnikiem elektrycznym i 48-woltową instalacją z litowo-jonowym akumulatorem trakcyjnym. Samochód umożliwił rozpędzenie się od 0 do 100 km/h w 11 sekund, współpracując z 6-biegową dwusprzęgłową skrzynią biegów.